# خنفساء السجاد
خنفساء الفراء أو خنفساء السجاد، (الاسم العلمي: Attagenus pellio) حشرة من صنف الآفات الحشرية الضارة التي تدمر المنتجات المخزنة مثل الفراء، الجلود، والمنسوجات و الحبوب.
خنفساء السجاد حشرة بيضاوية الشكل بطول 4-6 مليمتر وتكون سوداء لامعة أو بنية مع بقعتين من الشعر الأبيض على الجناح الغمدي ذي لون بني محمر.

## روابط خارجية
- موقع عالم العثيات المتنوعة.